# Gouvernement Chulanon
Thaïlande
Thaksin Shinawatra II Samak Sunthorawet
Le gouvernement de Surayut Chulanon (en thaï : คณะรัฐมนตรีสุรยุทธ์ จุลานนท์ ; RTGS : Khana Ratmontri Surayut Chulanon) est le 56e gouvernement de Thaïlande entre le 8 octobre 2006 et le 6 février 2008. Il succède au second gouvernement de Thaksin Shinawatra, Premier ministre alors en fonction depuis 2001 et renversé par un coup d'État en septembre 2006.
Surayut Chulanon, ancien général et commandant en chef de l'Armée royale, est nommé par le général ayant mené le coup d'État, Sonthi Boonyaratglin, et chef du Conseil pour une Réforme démocratique sous l'égide du Roi comme chef de l'État, puis investi par le roi Rama IX le 1er octobre 2006. Son gouvernement est investi le 8 octobre 2006.

## Composition initiale

### Premier ministre
- Premier ministre : Surayut Chulanon

### Vice-Premiers ministres

#### Avec portefeuille supplémentaire
- Vice-Premier ministre, ministre des Finances : Pridiyathorn Devakula
- Vice-Premier ministre, ministre de l'Industrie : Kosit Panpiemrat

### Ministres
| Portefeuille                                                       | Titulaire(s)                 |
| ------------------------------------------------------------------ | ---------------------------- |
| Ministre auprès du Cabinet du Premier ministre                     | Tipawadee Meksawan           |
| Ministre auprès du Cabinet du Premier ministre                     | Teeraphat Sereerangsan       |
| Ministre de la Défense                                             | Boonrod Somthat              |
| Ministre des Affaires étrangères                                   | Nitya Pibulsonggram          |
| Ministre du Tourisme et des Sports                                 | Suwit Yodmanee               |
| Ministre du Développement social et de la Sécurité humaine         | Paiboon Watthanasiritham     |
| Ministre de l'Agriculture et des Coopératives                      | Thira Sutabutr               |
| Ministre des Transports                                            | Thira Haocharoen             |
| Ministre des Ressources naturelles et de l'Environnement           | Kasem Sanitwong na Ayutthaya |
| Ministre des Technologies, de l'Information et de la Communication | Sitthichai Pokhaiudom        |
| Ministre du Commerce                                               | Kruekkrai Jiraphaet          |
| Ministre de l'Énergie                                              | Piyasawat Amaranantha        |
| Ministre de l'Intérieur                                            | Ari Wongaraya                |
| Ministre de la Justice                                             | Charnchai Likhitjitatha      |
| Ministre du Travail                                                | Aphai Janthonjulaka          |
| Ministre de la Culture                                             | Khaisri Sriarun              |
| Ministre des Sciences et de la Technologie                         | Yongyut Yutthawong           |
| Ministre de l'Éducation                                            | Wichit Srisa-arn             |
| Ministre de la Santé publique                                      | Mongkul na Songkhla          |

### Vice-ministres
- Vice-ministre des Affaires étrangères : Suwanit Khongsiri
- Vice-ministre de l'Agriculture et des Coopératives : Rungruang Sanitwong na Ayutthaya
- Vice-ministre des Transports : Sansern Wongchaoum
- Vice-ministre de l'Intérieur : Banyat Janthasena
- Vice-ministre de l'Industrie : Piyabutr Chonwijarn

## Évolution de la composition du gouvernement

### Ajustement du 18 novembre 2006
Entrée au gouvernement :
- Prasit Khowilaikun, ministre auprès du Cabinet du Premier ministre ;
- Sommai Phasee, vice-ministre des Finances.

### Ajustement du1erfévrier 2007
Entrée au gouvernement :
- Oranut Ossathanon, vice-ministre du Commerce ;
- Worakorn Samkohset, vice-ministre de l'Éducation.

### Ajustement du 7 mars 2007
Démission :
- Pridiyathorn Devakula, vice-Premier ministre et ministre des Finances (le 1er mars 2007)[6].

Ajout d'attribution :
- Paiboon Watthanasiritham, ministre du Développement social et de la Sécurité humaine, se voit rajouter le portefeuille de vice-Premier ministre (en remplacement de Pridiyathorn Devakula).

Entrée au gouvernement :
- Chalongpob Susangkarn, nommé ministre des Finances (en remplacement de Pridiyathorn Devakula) ;
- Phonladetch Pinprathip, nommé vice-ministre du Développement social et de la Sécurité humaine ;
- Morakot Kornkasem, nommé vice-ministre de la Santé publique.

### Ajustement du 27 avril 2007
Entrée au gouvernement :
- Nat Inthapan, nommé vice-ministre du Tourisme et des Sports ;
- Thirawut Butsriphum, nommé vice-ministre de l'Intérieur ;
- Wanlalop Thainuea, nommé vice-ministre de la Santé publique.

### Démission du 22 mai 2007
Le 22 mai 2007, il est annoncé que Prasit Khowilaikun (ministre auprès du Cabinet du Premier ministre) est démis de ses fonctions.

### Ajustement du1eroctobre 2007
Entrée au gouvernement :
- Sonthi Boonyaratglin, nommé vice-Premier ministre.

### Démissions du1eret 2 octobre 2007
Démission :
- Sitthichai Pokhaiudom, ministre des Technologies, de l'Information et de la Communication (1er octobre 2007) ;
- Oranut Ossathanon, vice-ministre du Commerce (1er octobre 2007) ;
- Ari Wongaraya, ministre de l'Intérieur (1er octobre 2007) ;
- Suwanit Khongsiri, vice-ministre des Affaires étrangères (2 octobre 2007) ;
- Kasem Sanitwong na Ayutthaya, ministre des Ressources naturelles et de l'Environnement (2 octobre 2007).

### Ajustement du 3 octobre 2007
Ajout d'attribution :
- Surayut Chulanon, Premier ministre, se voit rajouter le portefeuille supplémentaire de ministre de l'Intérieur (en remplacement d'Ari Wongaraya)[12].

### Démission du 7 novembre 2007
Le 7 novembre 2007, Wanlalop Thainuea (vice-ministre de la Santé publique) est démis de ses fonctions. Elle est annoncée le 10 novembre et officialisée le 16 novembre.

## Fin du gouvernement
Le 19 août 2007, un référendum est organisé sur une nouvelle constitution à adopter, que la population approve à 57% contre 42%. La région ayant rejeté massivement la constitution en votant contre est l'Isan, avec 62% pour le contre. À l'inverse, la région ayant le plus voté pour la constitution est le Sud du pays, avec 88% des suffrages.
Le 24 août 2007, la nouvelle constitution est adoptée pour mettre fin à la constitution provisoire adoptée et promulguée le 1er octobre 2006. Elle prévoit notamment des élections qui sont prévus pour le 23 décembre 2007. Le gouvernement reste en place jusqu'à la nomination du nouveau gouvernement.
Le 6 février 2008, le gouvernement prend fin et celui investi de Samak Sunthorawet, élu Premier ministre à l'issue des élections par le Parlement, le succède.